# Idris benoiti
Idris benoiti är en stekelart som först beskrevs av Jean Risbec 1958.  Idris benoiti ingår i släktet Idris och familjen Scelionidae. Inga underarter finns listade i Catalogue of Life.